# Jacques Mesrine
Jacques Mesrine (Clichy, 28 december 1936 – Parijs, 2 november 1979) was een berucht Frans misdadiger.
Mesrine droeg de alias 'de man met de duizenden gezichten', en was verantwoordelijk voor misdaden vooral in Frankrijk, maar ook in Canada, de Verenigde Staten, Spanje en een keer in Zwitserland.
Eind jaren '50 vocht hij aan Franse zijde in de Algerijnse Onafhankelijkheidsoorlog. In 1959 keerde hij terug naar Frankrijk. In de twee decennia hierna zou hij een criminele reputatie opbouwen waardoor hij uiteindelijk gezien zou worden als de meest gevreesde misdadiger in Frankrijk. Hij werd begin jaren zeventig beschouwd als de publieke vijand nummer 1 van de Franse Staat. Op 2 november 1979 werd hij bij de Porte de Clignancourt door de politie doodgeschoten.
Het leven van Mesrine werd in 2008 verfilmd in het tweeluik L'Instinct de mort en L'ennemi public nº1, met in de hoofdrol Vincent Cassel.
De figuur van Mesrine staat ook centraal in een performance van de Belgische kunstenaar Jan Fabre, genoemd Art kept me out of jail